# Новодубровська сільська рада (Крутіхинський район)
Новодубро́вська сільська рада (рос. Новодубровский сельский совет) — сільське поселення у складі Крутіхинського району Алтайського краю Росії.
Адміністративний центр — село Буян.

## Населення
Населення — 614 осіб (2019; 666 в 2010, 982 у 2002).

## Склад
До складу сільської ради входять:
| Населений пункт         | Населення, осіб (2002) | Населення, осіб (2010) |
| ----------------------- | ---------------------- | ---------------------- |
| Буян, село              | 878                    | 666                    |
| Новодубровський, селище | 104                    | 0                      |